# Deviški stolp (Baku)
Deviški stolp (azerbajdžansko Qız qalası) je spomenik iz 12. stoletja v Starem mestu Baku v Azerbajdžanu. Skupaj s Širvanšahovo palačo iz 15. stoletja tvori skupino zgodovinskih spomenikov, ki so bili leta 2001 uvrščeni na Unescov seznam svetovne dediščine kot kulturne dobrine, 3 kategorije. Je eden najznačilnejših državnih simbolov Azerbajdžana, zato je predstavljen na azerbajdžanskem bankovcu in uradnih pismih .
V Deviškem stolpu je muzej, ki prikazuje zgodbo zgodovinskega razvoja mesta Baku. Ima tudi prodajalno daril. Pogled s strehe zavzame uličice in minarete Starega mesta, Bakujev bulevar, De Gaullovo hišo in širok razgled na Bakujski zaliv. V zadnjih letih se je v času noči festivala Novruz na vrhu prižgal svetilnik.
Bakujski Deviški stolp je legendarno mesto in svetovno znana znamenitost v Bakuju v Azerbajdžanu. Stolp prekriva oblak skrivnosti in legend, ki so ukoreninjene v zgodovino Azerbajdžana in nacionalno kulturo. Mnogo epov in legend o stolpu je del kulture in nacionalne dediščine. Dejansko so nekateri epi postali predmet scenarijev za balete in gledališke igre. Balet Deviški stolp je azerbajdžanski balet svetovnega razreda, ki ga je ustvaril Afrasiyab Badalbejli leta 1940, baletni remake pa je bil izveden leta 1999.
Po umiku obale Kaspijskega jezera se je pojavil pas kopnega. Ta dežela se je razvila med 9. in 15. stoletjem, ko so zgradili obzidje starega mesta, palačo, vključno z ogromnim bastijonom Deviškega stolpa .

## Zgodovina
Nekateri znanstveni viri kažejo, da je Deviški stolp najpomembnejši primer zaratustrstva in predislamske arhitekture v Iranu in Azerbajdžanu . Profesor Davud A. Akhundov daje arheološke in arhitekturne dokaze ter trdi, da je stolp Ognjeni tempelj zaratustrijancev, ki je imel 7 izhodov ognja na vrhu stolpa. Ti so verjeli, da je treba doseči 7 stopenj ali 7 nebesnih svodov do pravih nebes.
Davud A. Ahhundov in Hassan Hassanov datirata ognjeni stolp približno v 8. -7. stoletje pred našim štetjem.
Deviški stolp, postavljen na jugovzhodnem delu Ičeri Šeher (Staro mesto), ima mistično in prastaro zgodovino ter legende, ki so vezane na dve obdobji, čeprav še niso dokončno uveljavljene. Območje je bilo prvič naseljeno v obdobju paleolitika.
Sara Ašurbejli, profesorica in ugledna zgodovinarka in strokovnjakinja za zgodovino Bakuja, je izračunala, da so temelji stolpa, ki segajo 15 metrov pod nivo tal in tri nad tlemi, prvotno zgrajeni med 4. in 6. stoletjem pred našim štetjem in poudarja opazno razliko v kamnu, ki je bil uporabljen v stolpu, v primerjavi s kamnom, ki je bil uporabljen v srednjeveškem mestu, ki ga obdaja . To ugotovitev delno podpira zgodovinar prof. Bretanickij, ki je predlagal, da je bil stolp deloma zgrajen v 5. do 6. stoletju, nato pa v 12. stoletju. Verjamejo, da je bilo mesto prvotno uporabljeno v času Sasanidov kot zaratustrski tempelj. Napis, 14 m visoko na južni steni, ki v stari kufični pisavi omenja Qubbeye Masud ibn Davud ali Kubey Mesud ibn Da'ud, arhitekta, dejavnega v 12. stoletju; bil je oče arhitekta, ki je zgradil okrogli Mardakanski stolp . Vendar je sporen kot napis, za razliko od Madakanskega stolpa pravzaprav ne razodeva, da je bil arhitekt, čeprav se na splošno strinjajo, da velik del sodobnega stolpa sega v 12. stoletje. Profesor Ahmadov verjame, da je bil stolp uporabljen kot astronomski observatorij od časa te rekonstrukcije, ker 30 korenskih kamnitih izrastkov na spodnjem delu stolpa in 31 izbočenosti na zgornjem delu, povezanih s kamnitim pasom, korelira dnevi v mesecu.
Glede na arheološka izkopavanja izvedena v letih 1962–63 v pritličju predora, je bil stolp zgrajen na veliki skali, ki se nagiba proti morju, struktura opornikov, ki štrlijo iz glavnega stolpa, pa mu je  zagotavljala stabilnost. Nadaljnji izkopi so odkrili tudi lesene tramove, visoke vsake 14 metrov, na temeljih stolpa. To naj bi bilo, tako sklepajo, kot potresno zasnovan sistem. Domnevali so tudi, da je valjasta oblika stolpa s 5 m debelimi stenami, ki se zožijo na 4,5 metra, zagotovila trden temelj, na katerem je preživel skozi stoletja. Omenja se tudi, da je bil stolp zgrajen naenkrat in ne v različnih obdobjih, kot so sklepali nekateri učenjaki.
Stolp in druge stenske konstrukcije, ki so zdaj na seznamu Unesca, so se med rusko vladavino leta 1806 okrepili in tako ohranili.
Deviški stolp je prikazan na hrbtni strani bankovcev 1 do 250 manata 1992–2006 in bankovcev za 10 manatov, izdanih od leta 2006, kot tudi na hrbtni strani kovanca za 50 kapik med letoma 1992 in 2006 in kovancem za 5 kapikov, kovanim od leta 2006.

## Legende in skrivnosti
Z bakujskim Deviškim stolpom so povezane razne skrivnosti in legende. Vendar je glavna skrivnost zasnova in namen stolpa. Z njim je povezanih do 20 legend. Veliko število jih je povezanih z islamskim in srednjeveškim obdobjem zgodovine Bakuja, nekatere pa so globoko ukoreninjene v azerbajdžansko zaratustrsko ali predislamsko zgodovino, religijo in kulturo. Verjetno je najbolj znana legenda o deklici z ognjenimi lasmi, ki je Bakujčane rešila iz suženjstva. Epika prikazuje korenine azerbajdžanskega zaratustrstva in kulture in sega vse do sodobnega časa.

### Legenda o dekletu z ognjenimi lasmi
Nekoč je bilo tam starodavno mesto-trdnjava Baku. Trdnjava je imela Ognjeni tempelj-stolp. V zelo starodavnih časih je trdnjavo oblegal sovražnik. Sovražnik je ukazal, naj se Bakujčani predajo, vendar so ga zavrnili. Tako je sovražnik sprožil obleganje, da bi porušil trdnjavo in zajel vse prebivalce kot sužnje. Številni branilci trdnjave so umrli, ko so poskušali zaustaviti sovražne napade. Medtem je sovražni poveljnik odredil prerez vodovodnih vodov. V notranjosti trdnjave so bili žejni. Brez vode, hrane, samo kri in smrt. In Vrhovni Magi so skupaj z drugimi duhovniki v trdnjavi Ognjeni tempelj-stolp molili k Svetemu ognju in prosili Boga Ahura Mazda, naj pomaga ljudem. Dan in noč so molili in Ahura Mazdo prosili, naj jim reši življenje in potisne sovražnika nazaj. Končno je slišal njihove molitve. Naslednji dan so ljudje videli, da je z vrha Ognjenega templja-stolpa padel velik kos Svetega ognja. Iz ognja je prišlo lepo dekle. Imelo je dolge lase ognjene barve. Množica se je spustila na kolena in začela moliti. Rekla je: »Brez skrbi. Pomagala bom in vas zaščitila. Dajte mi meč in čelado. Sovražnik ne bi smel videti las moje deklice, odprite vrata trdnjave«. Medtem je sovražni poveljnik čakal zunaj trdnjave pripravljen za boj ena na ena. Če bi trdnjava zmagala v boju, bi se sovražna vojska oddaljila. Če pa bi sovražnik zmagal, bi zasedli trdnjavo in vsi preživeli prebivalci bi postali sužnji. Vrata trdnjave so se odprla in sovražnikov poveljnik je videl, da se nekdo prihaja borit proti njemu. Začela se je težka bitka. V enem od božjih blagoslovov je trdnjavsko dekle odbilo sovražnika in mu položilo nož naravnost v vrat. Sovražnikov poveljnik je kričal: »Zmagali ste! Kdo ste? Snemite čelado. Želim si videti vaš obraz, pahlevan!« Snela je čelado in videl, da je čudovito dekle z dolgimi ognjenimi lasmi. Vzkliknil je: »O, ti si punca! Ti si pogumna in lepa punca! Če so Bakujska dekleta tako pogumna, ne bom nikoli zajel tvoje trdnjave! Ne ubij me, lepotica!« Zaljubil se je vanjo zaradi njene lepote in poguma. Prosil jo je, naj se poroči z njim. Seveda ga deklica ni ubila. Zaljubila se je vanj tudi zaradi njegovega odprtega srca. Tako sovražnik ni zajel Bakuja in tamkajšnji prebivalci so stolp poimenovali Deviški stolp.

### Legenda o tem, zakaj so ognji Bakujskega stolpa prenehali goreti
Naslednja legenda ima tudi zaratustrske korenine:
Nekoč je sovražnik oblegal trdnjavo Baku. Vendar so Bakujčani zavrnili sovražnikovo prošnjo za predajo. Odločili so se za boj in obrambo svojega življenja in trdnjave. Tako so se Bakujčani borili zelo pogumno, vendar so razmere znotraj trdnjave postale vedno bolj nevarne. Sovražnik je izvedel tesno obleganje, da bi strmoglavil branilce. Prekinil jim je oskrbo z vodo. Brez vode in hrane branilci niso imeli nobene možnosti za preživetje. Medtem so vrhovni magi z drugimi duhovniki molili v trdnjavi Ognjeni tempelj-stolp. Vsi skupaj so molili k Bogu Ahura Mazdi in ga prosili, naj zaščiti in pomaga ljudem. Po več dneh neprekinjene molitve je uslišal duhovnikove blagoslove in molitve. Prišlo je do močnega in uničujočega potresa. Na tisoče sovražnikov je umrlo, nekateri preživeli pa so pobegnili. Tako so prebivalci Bakuja pobegnili pred suženjstvom, vendar so sveti ognji nehali goreti na vrhu Ognjenega templja-stolpa .

### Izvor imena "Deviški stolp"
Profesor Mahir Khalifa-zadeh verjame, da je poleg legend težko najti zgodovinske razlage ali arheološke ali pisne dokaze, zakaj se stolp imenuje Deviški stolp. Poleg epskega ozadja je verjetno, da beseda 'devica' pomeni, da stolpa ni uničil noben sovražnik in s tem pomeni (z verskega stališča), da se ga zlo Angra Mainju ni nikoli dotaknilo in ostaja 'deviški' tempelj-stolp zaratustrskega boga, Ahura Mazde. 

## Arhitektura
Stolp je bil opisan kot »najbolj veličasten in skrivnosten bakujski spomenik Gyz Galasy«, zgrajen na trdnih skalnih temeljih, prav na obalni črti, ki kaže zlitje arabskih, perzijskih in osmanskih vplivov. Zgrajen je bila poleg izvira naravne nafte . Gre za cilindrično osemnadstropno zgradbo, ki se dviga na višino 29,5 metra z osnovnim premerom 16,5 metra. Notranji prostor na stolpu naj bi bil primeren za sprejem 200 ljudi. Dolga trdna izboklina glavnega stolpa je obrnjena proti vzhodu, usmerjena proti sončnemu vzhodu, ki kaže na enakonočje, kar je privedlo do zaključka, da je bil zgrajen kot astronomski stolp; medtem ko je trdnjava obrnjena proti vzhodu, so vrata stolpa obrnjena proti jugovzhodu. Vsako nadstropje stolpa ima plitvo obokano streho, kamnito kupolo, ki ima osrednjo odprtino. Debelina sten se giblje od 5 metrov pri dnu, ki se cilindrično zoži do 3,2–4,2 metra v zgornjih nadstropjih. Vsa nadstropja so povezana s stopniščem, ki se naslanja na krožno steno, osvetljena pa so z ozkimi okni ali nišami, ki se širijo navznoter. Konstrukcija, zgrajena iz klesanca, ima različno dokončane površine, ki so obložene z lokalnim sivim apnencem. Nekatere površine kamna so obložene z mavčnim ometom, kar daje črno-bel učinek. Severozahodni del stolpa ohranja originalno površino. Tu je tudi izboklina v obliki kljuna, opornik, ukrivljene oblike, zidan iz kamna. Najstarejša kamnita stena ima kvadratne vogale. 
Podroben pregled gradbenih značilnosti stolpa s strani arheologov kaže na to, da je kamnita zidava, tako na notranji kot na zunanji površini, v obliki diamanta in videti tako na vrhu kot na dnu stene stolpa. Diamantna oblika, ki je dekorativna, zlasti na zunanji strani zahodne stranske stene, je na vrhu okrašena, na dnu stene pa ne; subtilna značilnost, ki je zaznana po celotnem stolpu, kaže na to, da je bil zgrajen kot ena monolitna enota v enem obdobju. Vendar pa se nedavne prenove kažejo kot surove.
Vodni izvir
Druga izstopajoča zgradba, ki jo opazimo v stolpu, je vodnjak s premerom 0,7 metra, ki je globok 21 metrov (njegova globina je do vodonosnika), ki je bil odkrit v drugem nadstropju stolpa. Vhod ima v tleh, ki ga je med nedavno študijo stolpa odkril arheolog Abbas Islamov. Ta vodnjak je bil interpretiran kot naprava za nabiranje deževnice, voda pa naj bi bila čista in sveža (čeprav blizu morja). Keramična cev (s premerom 30 centimetrov) je vodovod, ki se vije iz niš v stolpu v vodnjak, mišljena kot vir oskrbe. Ker naj bi bil starodavni vodovodni sistem v prvotni obliki, ga je treba očistiti in ugotoviti njegovo postavitev z nadaljnjimi študijami za opis drenažnega omrežja, ki je bilo originalno zgrajeno kot del stolpa. Tudi keramika vodovodnega sistema in usedlina v njih lahko pomagata popraviti starost stolpa s tehniko termo luminescence.
Tudi v stolpu, med 2. nadstropjem in 7. nadstropjem, je v vsakem nadstropju žleb polkrožne oblike. Izdelan je iz keramičnih cevi, ki so nameščene ena nad drugo in jih spaja apnena malta. Izdelane cevi so s tehniko lončarskega kolesa. Premera so 20–25 centimetrov s stenami debelimi 2,2 centimetra, vsak segment pa je dolg 40–45 centimetrov. Podobni žlebovi so vidni od tal do nivoja temeljev, vendar s štirimi vogalnimi keramičnimi cevmi velikosti 22 × 18 centimetrov, ki potekajo zunaj skozi steno.

## Obnova
Po razglasitvi celotne kulturne dobrine, vključno s stolpom in mestnim obzidjem kot Unescova svetovna dediščina, se je leta 2000 zgodil potres, ki je povzročil škodo na zgradbi. UNESCO je ob ugotovitvi pomanjkanja prizadevanj nacionalnih organov za ustrezno ohranjanje te kulturne dediščine nato spomenike uvrstil med »Seznam svetovne dediščine v nevarnosti« od leta 2004 do 2009 s komentarjem »Izguba avtentičnosti, ki je delno posledica potresa leta 2000 in pritiskom na razvoj mesta«. Potem ko so zadevni organi izdelali končni načrt za ohranjanje in zagotovili ustrezno ohranitev in upravljanje dediščine, je Unesco leta 2009 odstranil oznako »v nevarnosti«, od države pa je zahteval tudi, da do 1. februarja 2010 predloži centru za svetovno dediščino posodobljeno poročilo o stanju ohranjenosti in napredku, ki ga je Odbor za svetovno dediščino obravnaval na svojem 34. zasedanju leta 2010.

## V popularni kulturi
Legendarna zgodba o kralju, ki želi hčerko prisiliti, da se poroči z moškim, ki ga ne ljubi, se ji izogne tako, da prosi očeta, naj najprej postavi stolp zanjo in ko naredi samomor s skokom z vrha, je bil predmet mnogih azerbajdžanskih pesmi in dram. Vendar je bil balet z naslovom Deviški stolp prvi azerbajdžanski balet, ki ga je uglasbil Afrasijab Badalbajli leta 1940. Ta balet je izveden v Bakujskem gledališču opera in balet, vendar je zgodba spremenjena različica legende. V prirejeni različici baleta je kralj ob vrnitvi iz vojne ugotovil, da je njegova žena namesto sina rodila hčerko, postal je besen in ukazal hčerko dojenčka umoriti. Otroka so dali  na skrivno mesto, kjer je odrasla v čudovito damo. Pri sedemnajstih letih se je zaročila z ljubimcem. Kralj se je na tej točki z njo videl, se hotel poročiti, zato jo je odpeljal in zadržal v Deviškem stolpu. Dekličin ljubimec je bil besen in nameraval kralja ubiti. Stekel je do Deviškega stolpa, da bi rešil ljubico. Ko je ta videla prihajati kralja. je naredila samomor s skokom iz stolpa.
Od leta 2011 stolp sodeluje tudi v »Uri Zemlje«, kampanji proti podnebnim spremembam, v kateri velike stavbe eno uro zatemnijo, da bi opozorili na stanje .

## Galerija
- Deviški stolp v Bakuju.
- Iluminiran Deviški stolp